# Molécula anfipática
Moléculas anfipáticas (do grego: amphi, ambos + pathos, paixão), ou anfifílicas, são moléculas que apresentam características hidrofílicas (solúvel em meio aquoso), e  hidrofóbicas (insolúvel em água, porém solúvel em lipídios e solventes orgânicos).
As moléculas anfipáticas interagem com a água através da porção hidrofílica que tende a ser hidratada e excluir a porção hidrofóbica. Essa interação forma agregados que são denominados de micelas.
A maior parte dos sabões e detergentes são compostos que contém esse tipo de molécula.

## Exemplos
- Dodecil sulfato de sódio (aniônico)
- Cloreto de benzalcônio (catiônico)
- Cocamidopropil betaína (zwitterionico)
- Octanol (álcool graxo, não iônico)